# ネバリノギラン
ネバリノギラン（粘芒蘭、学名：Aletris foliata）はソクシンラン属の多年草。

## 特徴
地下に太い根茎があり、横に伸びる。葉は束生して根出葉になり、葉身は披針形から倒披針形で、長さ10-25cm、幅1-2cmになる。葉に7-11の脈があり、葉の先はとがる。
花期は4-7月。葉の間から高さ20-40cmになる花茎を伸ばし、花茎には小型の葉をつける。花茎に総状花序をつけ、やや多数の花がつく。花には披針形の苞があり、短い花柄がある。花被は黄緑色で、長さ6-8mmのつぼ型になり、下部は合着し先端は6裂する。雄蕊は6個あり、花筒につく。子房は中位で3室あり、下部が花筒と合着する。花序軸、花柄、花被の外側に粘着する腺毛がある。
ノギランに似るが、花序軸等に腺毛があり粘るので、ネバリノギラン（粘芒蘭）の名がある。

## 分布と生育環境
日本固有種。北海道、本州中部地方以北、四国（石鎚山、東赤石山）、九州（九重山、阿蘇山）に分布し、山地から高山帯の湿った草地に生育する。

## ギャラリー
- 花被の下部は合着し、つぼ形になる。
- 花茎には小型の葉をつける。